# Magnesiumtaurat
Magnesiumtaurat ist das Magnesiumsalz der Aminosulfonsäure Taurin.

## Herstellung
Taurin kommt im menschlichen Körper und im Organismus von Tieren vor. Zur Herstellung von Magnesiumtaurat wird es allerdings künstlich im Labor durch Addition von Natriumsulfit an Aziridin synthetisiert. Die Umsetzung mit einer gut säurelöslichen basischen Magnesiumverbindung wie Magnesiumcarbonat oder Magnesiumhydroxid ergibt dann das Magnesiumtaurat.

## Eigenschaften
Magnesiumtaurat ist ungiftig und hat wegen der guten Wasserlöslichkeit eine bessere Bioverfügbarkeit als andere Magnesiumverbindungen in Nahrungsergänzungsmitteln wie z. B. Magnesiumoxid.

## Verwendung
Magnesiumtaurat ist als Nahrungsergänzungsmittel rezeptfrei im Handel erhältlich, meist als Kapseln oder Tabletten.
Magnesium sorgt für eine bessere Dehnbarkeit der Blutgefäße, da es die Muskulatur rund um die Gefäße entspannt. Das Taurin unterstützt dabei seine Wirkungsweise, indem es den Herzrhythmus reguliert.
Bei Studien mit Ratten konnte gezeigt werden, das Magnesiumtaurat die Entstehung von Grauem Star vermindern kann.